# Gregory Colbert

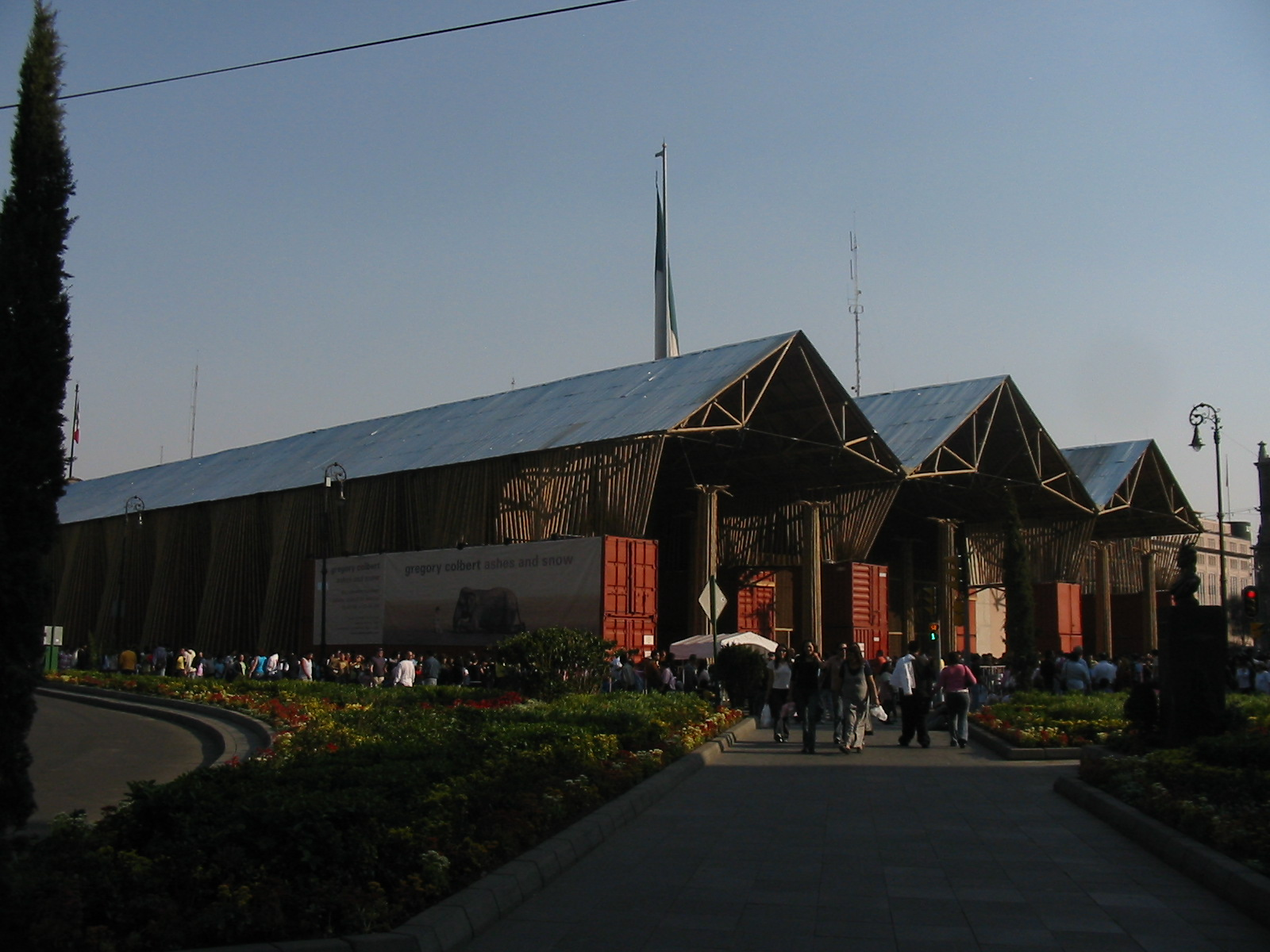
Mexiko, 2008

Gregory Colbert (* 19. dubna 1960 Toronto, Kanada) je kanadský režisér a fotograf nejznámější svým dílem Popel a sníh (Ashes and Snow) - výstavou fotografických děl a filmů v Kočovném muzeu.

## Dílo
Colbert začal svou kariéru v Paříži v roce 1983 výrobu dokumentárních filmů o sociálních otázkách. Jeho dokumentární film Na pokraji - kronika AIDS (On the Brink-An AIDS chronicle) byl natáčen v devíti zemích a byl nominován na cenu ACE v roce 1985 v kategorii nejlepší dokumentární film. Mezi další filmové projekty patří Poslední slova a Hledání cesty domů (Last Words a Finding a Way Home). Filmová tvorba jej dovedla až k výtvarnému umění fotografie.
První výstava Gregory Colberta Timewaves otevřená v roce 1992 v Elysejském paláci ve Švýcarsku vyvolala široký ohlas u kritiků. Dalších deset let Colbert veřejně své umění ani filmy neprezentoval. Místo toho cestoval do takových míst jako Indie, Barma, Srí Lanka, Egypt, Dominikánská republika, Etiopie, Keňa, Tonga, Namibie a Antarktida aby natáčel a fotografoval vzájemné vztahy mezi lidmi a zvířaty.

### Popel a sníh
Od roku 1992 absolvoval více než šedesát takových expedic, spolupracoval s více než 130. druhy zvířat. Hrdinou na fotografii či ve filmu se tak stal například slon, velryba, kapustňák, ibis posvátný, jeřáb, orel královský, sokol, zoborožec, gepard, leopard, pes hyenovitý, karakal, pavián, taurotragus, surikata, gibon, orangutan nebo krokodýl. Z lidí to byli barmští mnichové, tanečnice trance dance, lidé ze San a další domorodé kmeny z celého světa.
V roce 2002 Colbert v italských Benátkách představil své dílo Popel a sníh.
Dne 9. dubna 2002 otevřel stejnojmennou výstavu obrazů a fotografií v The Globe and Mail. Díky své ploše 12600m2 patří výstava k jedné z největších „one-man show“ v dějinách Evropy.
Na jaře roku 2005 byla expozice představena v New Yorku v takzvaném Kočovném muzeu (angl. Nomadic Museum), což byla dočasná stavba postavená pro umístění výstavy. Popel a sníh s kočovným muzeem pak cestoval do Santa Moniky v roce 2006, Tokia v roce 2007 a Mexico City v roce 2008. Celkem výstava Popel a sníh přilákala více než 10 milionů návštěvníků a je nejnavštěvovanější výstavou žijícího umělce v historii.
Výstava měla kritický a veřejný ohlas. Časopis Photo to komentoval slovy, že „se narodil nový mistr“. Dílo Popel a sníh bylo popisováno jako „nadobyčejné“ magazínem the Economist a jako "exklusivní... monumentální pro všechny smysly" časopisem Wall Street Journal. Stern označil vystavené fotografie za "fascinující" a Vanity Fair označil dílo Gregoryho Colberta jednoduše za "Best of the Best". Článek novin New York Times od Alana Ridinga z roku 2002 uvedl, že „síla obrazů pochází spíše než z jejich formální krásy od způsobu, jakým obklopuje diváka jejich náladou... Jsou to zkrátka pohledy do světa, v němž všemu mlčky a trpělivě vládne čas“.

## Ocenění
Gregory Colbert je držitelem řady ocenění a vyznamenání. V roce 2006 mu byl udělen titul "Nejlepší kurátor roku" od společnosti Lucie Awards. V roce 2007 byl jeho film Popel a sníh nominován na speciální cenu na Filmovém festivalu v Benátkách. Naposledy byl jmenován čestným velvyslancem kultury a cestovního ruchu do Mexika.
Kočovné muzeum, mobilní domov výstavy Popel a sníh, má naplánovanou cestu po celém světě bez konečného místa určení.

## Citáty
| „            | Když jsem v roce 1992 začínal na projektu Popel a sníh vyrazil jsem ven zkoumat vztah mezi člověkem a zvířaty... Při objevování vzájemného jazyka a poetického cítění všech zvířat, jsem během práce přestal pochybovat, že kdysi dávno lidé žili v harmonii se zvířaty. | “ |
| — G. Colbert | |   |

| „            | Každá kultura od Egypťanů přes Maye, americké indiány až po beduíny umožnila vyjádřit jejich vztah k přírodě. Popel a sníh je bestiář 21. století plný různých druhů z celého světa. Do přírodního orchestru patří nejen homo sapiens, ale také sloni, velryby, kapustňáci, orli, gepardi, orangutani a mnoho dalších. | “ |
| — G. Colbert | |   |

## Galerie

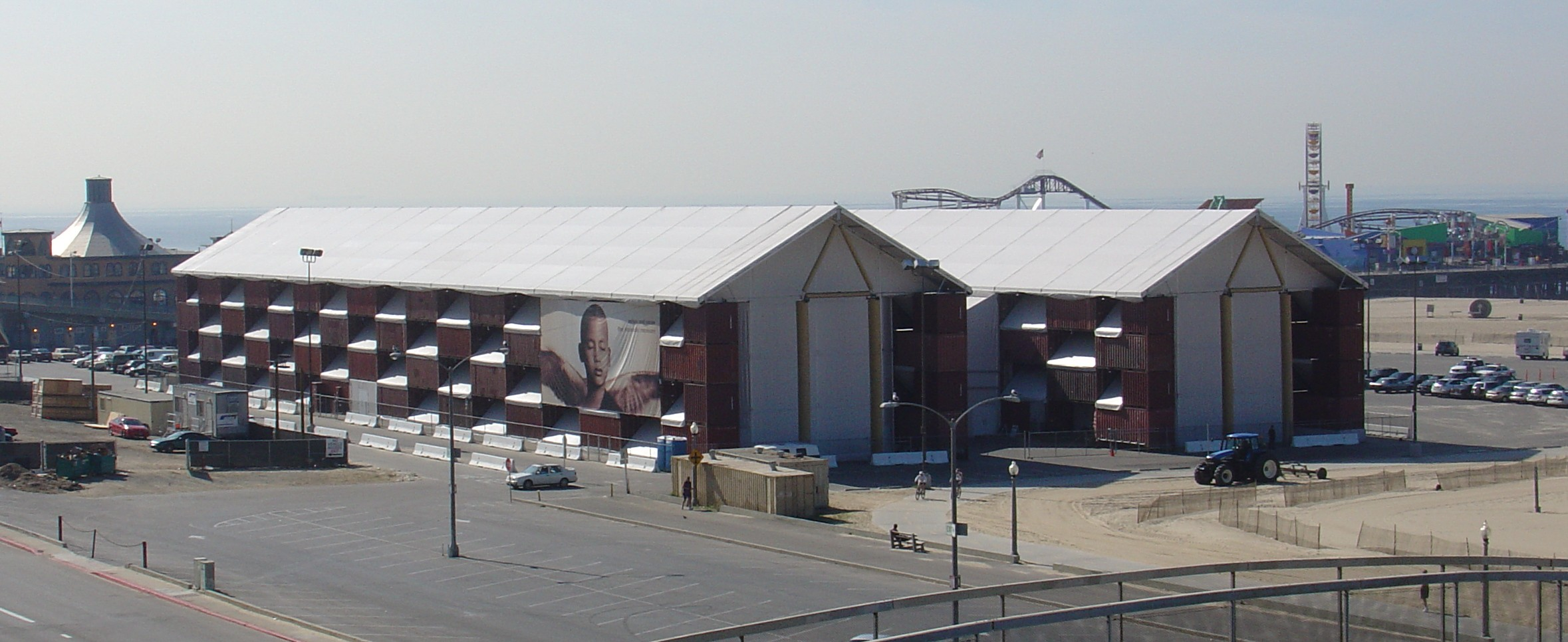
Santa Monica, 2006
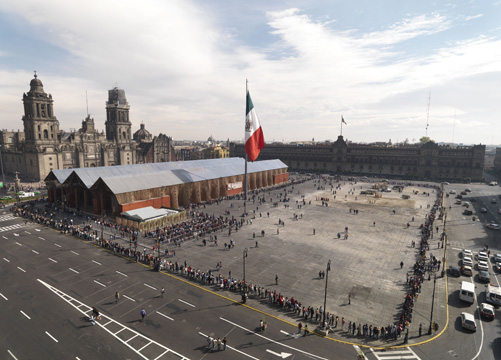